# Ludovic Gall
Ludovic Gall, scris și Ludovic Gal, (n. 10 iunie 1900, Dănești, România – d. 14 septembrie 1944, Corund, Harghita, România) a fost un atlet român, specializat în alergări pe distanțe lungi.

## Carieră
Sportivul s-a născut pe 10 iunie 1900 în comuna Dănești. A fost legitimat la ASTRA Brașov, IAR Brașov și ASM Brașov și s-a remarcat în probele de alergări de 5.000 m, 10.000 m și maraton, devenind multiplu campion național. A obținut șase medalii la Jocurile Balcanice în proba de maraton, dintre care trei de aur, în anii 1932, 1933 și 1935.
În anul 1936 el a participat la Jocurile Olimpice de la Berlin, clasându-se pe locul 23. A fost primul român care a terminat un maraton olimpic, după ce Vintilă Cristescu a participat în 1928 la Amsterdam unde nu a terminat cursa.
Ludovic Gall a fost primul atlet care a fost onorat cu Marele Premiu Național pentru Sport (1935). A fost și decorat cu medalia Meritul Cultural pentru Sport clasa a II-a (1933) și cu clasa I (1935).

## Legături externe
- Ludovic Gall la Comitetul Olimpic și Sportiv Român (arhivat)
- en Ludovic Gall la World Athletics
- en Ludovic Gall la Olympedia.org
- en  Ludovic Gall la athleticspodium.com